# اس‌اس فرانتیر (۱۹۲۲)
اس‌اس فرانتیر (۱۹۲۲) (به انگلیسی: SS Frontier (1922)) یک کشتی بود که طول آن ۲۲۷ فوت ۲ اینچ (۶۹٫۲۴ متر) بود. این کشتی در سال ۱۹۲۲ ساخته شد.